# Жуан Моутінью (футболіст, 1998)
Жуан Жервазіу Браганса Моутінью (порт. João Gervásio Bragança Moutinho, нар. 12 січня 1998, Лісабон) — португальський футболіст, захисник польського клубу «Ягеллонія», в якому грає в оренді з італійського клубу «Спеція». Виступав також за низку клубів з різних країн.

## Ігрова кар'єра
Жуан Моутінью народився 1998 року в Лісабоні. Розпочав займатися футболом у юнацькій команді клубу «Спортінг», пізніше грав у юнацькій команді «Сакавененше». У 2017 році Моутінью поїхав на навчання до США, де грав за університетську команду «Акрон Зіпс». У 2018 році португальський футболіст став гравцем команди MLS «Лос-Анджелес», в якій того року взяв участь у 14 матчах чемпіонату.
На початку 2019 року Моутінью перейшов до іншого клубу MLS «Орландо Сіті», в якому грав до кінця 2022 року. На початку 2023 року португалець перейшов до італійського клубу «Спеція». У 2024 році італійська команда віддала португальського футболіста в оренду до польського клубу «Ягеллонія».